# Wielki bój (książka)
Wielki bój (ang. The Great Controversy) – jedna z najpopularniejszych książek Ellen G. White, obok Drogi do Chrystusa i Życia Jezusa. Doczekała się wydań w ponad stu językach świata. W pozycji przedstawiona została historia chrześcijaństwa od zburzenia Jerozolimy w 70 r. n.e. ze szczególnym uwzględnieniem reformacji, jako ruchu mającego przywrócić Kościołowi pierwotną czystość. Książka omawia rozwój protestantyzmu w Europie i Ameryce. Przedstawia początki wyrosłego i zakorzenionego w reformowanej tradycji wiary ruchu adwentowego, z którego wywodzą się adwentyści dnia siódmego. Końcowe rozdziały poświęcone są adwentystycznej wykładni proroctw biblijnych i dziejom eschatologicznym, ze szczególnym naciskiem położonym na głoszenie tzw. trójanielskiego poselstwa, zapowiedź dosłownego wylania siedmiu plag ostatecznych na Ziemię oraz nadejście tysiącletniego Królestwa Chrystusa. Historia wielkiego boju przedstawiona w publikacji kończy się ostatecznym zwycięstwem Boga nad szatanem. Ostatnie zdanie książki brzmi: Bóg jest miłością. Wielki bój jest piątym i ostatnim tomem serii pt. Konflikt wieków, która omawia całą historię zbawienia.

## Wcześniejsze książki o tym samym tytule
Pod tym samym tytułem ukazało się wcześniej kilka książek autorstwa Ellen G. White, nawiązujących tematyką do historii wielkiego boju:
- Wielki Bój pomiędzy Chrystusem i Jego aniołami a szatanem i jego aniołami – pierwowzór, opisujący całą historię wielkiego boju. Wydany w 1858 r. Dzieło to ukazuje się obecnie pod nazwą Dary Ducha i jest częścią większego dzieła pt. Wczesne Pisma. W języku polskim pierwszy raz ukazało się w 1934 r. w Bydgoszczy.

- Seria czterech tomów, opisująca znacznie szerzej poszczególne wydarzenia wielkiego boju, tzw. Duch Proroctwa:
  - Wielki Bój pomiędzy Chrystusem i Jego aniołami a szatanem i jego aniołami traktuje o historii wielkiego boju od upadku Lucyfera do czasów Salomona. Wydany w 1870 r.
  - Wielki Bój pomiędzy Chrystusem a szatanem: Życie, nauczanie i cuda Pana naszego Jezusa Chrystusa opisuje życie Jezusa Chrystusa od jego narodzin do wjazdu do Jerozolimy. Wydany w 1877 r.
  - Wielki Bój pomiędzy Chrystusem a szatanem: Śmierć, zmartwychwstanie i wniebowstąpienie Pana naszego Jezusa Chrystusa jest prezentacją wydarzeń życia Jezusa od jego wjazdu do Jerozolimy, aż do wniebowstąpienia. Dotyczy także historii pierwszego Kościoła. Wydany w 1878 r.
  - Wielki Bój pomiędzy Chrystusem a szatanem: Od zniszczenia Jerozolimy do końca boju to tom poświęcony odstępstwu w chrześcijaństwie, reformacji, sądowi śledczemu i ostatnim wydarzeniom wielkiego boju. Po raz pierwszy ukazał się w 1884 r. W języku polskim został wydany przez wydawnictwo „Testimonex” (Stowarzyszenie Misyjne Adwentystów Dnia Siódmego – Trzecia Część).

Począwszy od edycji z 1888 r. aż do dziś, tytuł wielki bój zachował się tylko w stosunku do tomu poruszającego okres od zburzenia Jerozolimy do nowej Ziemi:
- Wielki Bój pomiędzy Chrystusem a szatanem, wydany w 1888 r.
- Wielki Bój, wydany w 1911 r. Najpopularniejsze obecnie wydanie, będące poprawioną edycją z 1888 r.

Pozostałe okresy wielkiego boju zostały opisane w oddzielnych książkach, tworzących łącznie serię o nazwie „Konflikt wieków”, wydanej w języku polskim przez Chrześcijański Instytut Wydawniczy „Znaki Czasu” (Kościół Adwentystów Dnia Siódmego):
- Patriarchowie i prorocy
- Prorocy i królowie
- Życie Jezusa
- Działalność Apostołów

## Treść
- Wstęp
- Wizja dziejów
- Pierwsi chrześcijanie
- Okres duchowej ciemności
- Waldensi
- Jan Wiklif
- Hus i Hieronim
- Zerwanie Lutra z Rzymem
- Luter przed sejmem
- Szwajcarski reformator (rozdział o Ulryku Zwinglim)
- Rozwój reformacji w Niemczech
- Protest książąt
- Reformacja we Francji
- Niderlandy i Skandynawia w zasięgu reformacji
- Późniejsi reformatorzy angielscy (rozdział m.in. o Janie Wesleyu i George’u Whitefieldzie)
- Rewolucja i terror we Francji
- Poszukiwanie wolności w Nowym Świecie
- Obietnica powtórnego przyjścia Chrystusa
- William Miller
- Światło w mroku
- Wielkie przebudzenie religijne XIX wieku
- Skutki odrzucenia prawdy
- Spełnione proroctwa
- Zrozumienie problemu świątyni
- Jezus naszym pośrednikiem
- Stany Zjednoczone w proroctwie
- Dzieło odnowy
- Odrodzone życie
- Sąd śledczy
- Pochodzenie zła
- Najgroźniejszy wróg człowieka
- Działalność aniołów
- Sidła szatana
- Pierwsze wielkie oszustwo
- Spirytyzm
- Dążenie papiestwa
- Nadchodzący bój
- Biblia środkiem ochrony
- Ostatnie ostrzeżenie
- Czas ucisku
- Wybawienie ludu Bożego
- Spustoszona ziemia
- Koniec walki

## Wydania w języku polskim
- Wielki bój, Warszawa 1969 (Wydawnictwo „Znaki Czasu”)
- Wielki bój, Warszawa 1979 (Wydawnictwo „Znaki Czasu”)
- Wielki bój, Warszawa 1981 (Wydawnictwo „Znaki Czasu”)
- Wielki bój, Warszawa 1983 (Wydawnictwo „Znaki Czasu”)
- Wielki bój, Warszawa 1990 (Wydawnictwo „Znaki Czasu”)

Ponadto, na łamach Naszego Mocnego Fundamentu (czasopisma konserwatywnych adwentystów) ukazało się w latach 1994-1997 kilka rozdziałów książki w nowym tłumaczeniu Andreasa Matuszaka.

## Zarzuty o plagiat
Walter T. Rea wytknął, że książka jest plagiatem rozmaitych dzieł. Trzy pierwsze rozdziały zawierają streszczenie Flawiusza oraz zapożyczenia z książki Andrewsa History of the Sabbath. Czwarty rozdział czerpie z Andrewsa i innych autorów. Piąty i ósmy rozdział czerpie z d'Aubignégo i innych autorów. Piętnasty rozdział korzysta z Uriaha Smitha Daniel and Revelation (komentarz do Księgi Daniela i Apokalipsy). Rozdział osiemnasty opiera się na dziełach Sylvestra Blissa i Jamesa White’a, rozdział dziewiętnasty korzysta z Biblii, rozdział dwudziesty bazuje na autorach: Joseph Wolff, W.H.D. Adams i L. Gaussen. Rozdziały 21-23 opierają się na autorach: J.N. Andrews i Uriah Smith, ponadto w 23. rozdziale są zapożyczenia od Jamesa White’a. Podobne zapożyczenia są w pozostałych rozdziałach.